# Erich Federschmidt
Erich Federschmidt, né le 14 juin 1895 à Philadelphie et mort le 24 février 1962 à Jensen Beach, est un rameur d'aviron américain. Il est le frère de Franz Federschmidt.

## Palmarès

### Jeux olympiques
- Anvers 1920
  -  Médaille d'argent en quatre barré[1].